# Noir Désir

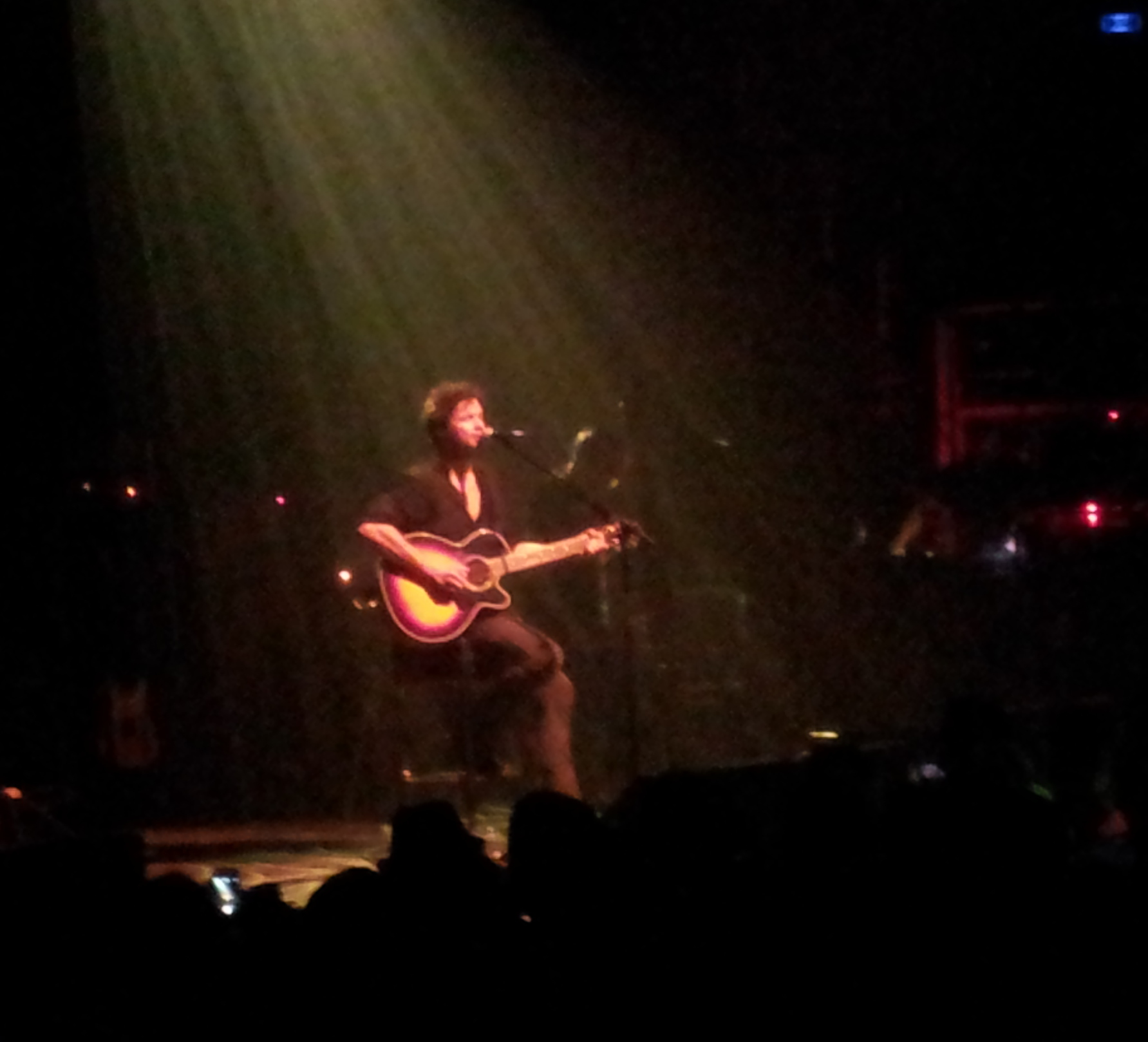
Bandmitglied Bertrand Cantat an der Gitarre

Noir Désir war eine französische Rockband, die sich in den 1980er Jahren in Bordeaux formierte und im November 2010 auflöste. Sie bestand aus dem Sänger Bertrand Cantat, Serge Teyssot-Gay an der Gitarre, Denis Barthe am Schlagzeug und Frédéric Vidalenc (1996 ersetzt durch Jean-Paul Roy) am Bass. Die Karriere der Gruppe umfasste mehr als 20 Jahre und hatte ihren Höhepunkt in den 1990er Jahren. Die Musik und die Texte der Band bringen häufig ihre Ablehnung des Faschismus und des Kapitalismus sowie ihre kritische Haltung gegenüber der Globalisierung zum Ausdruck.

## Geschichte
Bertrand Cantat und Serge Teyssot-Gay, die beide im Jahre 1980 in dieselbe Schulklasse auf dem Gymnasium gingen, entschieden sich, zusammen Musik zu machen; Denis Barthe schloss sich einige Monate später an. Noir Désirs zweites Album (1990 veröffentlicht) führte Punkrock-Elemente in ihren Stil ein. Dies setzte sich auch im nächsten Album Tostaky fort, das auch ein erfolgreiches Lied mit demselben Titel enthielt. Die Gruppe wurde eine der populärsten französischen Rockgruppen und setzte ihren Erfolg mit dem Album 666.667 Club und dem Remixalbum One Trip One Noise fort. Ihr letztes Album Des visages des figures enthält auch den Song Le vent nous portera, der zusammen mit dem ebenfalls französischsprachigen Sänger Manu Chao als Gitarristen aufgenommen wurde.
Bei einem Besuch in Litauen im Juli 2003 schlug Bertrand Cantat während eines gewaltsamen Streits so stark auf seine Freundin Marie Trintignant ein, dass sie nach kurzem Koma an den Folgen der ihr zugefügten Verletzungen starb. Dafür wurde er am 29. März 2004 durch ein Gericht in Vilnius wegen Totschlags zu acht Jahren Haft verurteilt.
Im September 2005 veröffentlichte die Gruppe das ursprünglich bereits für 2003 geplante Album Noir Désir en public mit musikalischen Highlights ihrer letzten Tour im Jahr 2002 sowie ein Doppel-DVD-Set Noir Désir en images mit Videos ihrer Liveauftritte. Dem Sänger Cantat wurde durch eine Ausnahmegenehmigung die Mitarbeit an dem Material ermöglicht. Am 16. Oktober 2007 wurde Cantat wegen guter Führung unter Auflagen aus der Haft entlassen. Nach der Freilassung von Cantat hatte die Band mit dem Label Barclay einen Vertrag über drei neue Studioalben unterzeichnet.
Im November 2008 wurden auf der Website der Gruppe zwei neue Titel (Gagnants – Perdants und Le temps des Cerises) zum kostenfreien Download bereitgestellt. Diese stammten vom nächsten Album Gagnants – Perdants, welches Anfang 2009 veröffentlicht werden sollte, die Veröffentlichung verzögerte sich allerdings. Es handelte sich hierbei um das erste künstlerische Lebenszeichen der Gruppe seit der Entlassung von Bertrand Cantat aus dem Gefängnis.
Im November 2010 kündigte Serge Teyssot-Gay allerdings wegen persönlicher und musikalischer Differenzen mit Bertrand Cantat seinen Ausstieg an, woraufhin die verbliebenen drei Bandmitglieder die Auflösung der Gruppe bekanntgaben.

## Diskografie

### Studioalben
| Jahr | Titel                                         | Höchstplatzierung, Gesamtwochen, AuszeichnungChartplatzierungen (Jahr, Titel, Platzierungen, Wochen, Auszeichnungen, Anmerkungen) | Höchstplatzierung, Gesamtwochen, AuszeichnungChartplatzierungen (Jahr, Titel, Platzierungen, Wochen, Auszeichnungen, Anmerkungen) | Höchstplatzierung, Gesamtwochen, AuszeichnungChartplatzierungen (Jahr, Titel, Platzierungen, Wochen, Auszeichnungen, Anmerkungen) | Anmerkungen                                                                                     |
| Jahr | Titel                                         | FR | BEW | CH | Anmerkungen                                                                                     |
| ---- | --------------------------------------------- | --- | --- | --- | ----------------------------------------------------------------------------------------------- |
| 1989 | Veuillez rendre l’âme (à qui elle appartient) | FR36 Gold · (5 Wo.)FR | — | — | Charteinstieg in FR erst 1997                                                                   |
| 1992 | Tostaky                                       | FR40 Gold · (10 Wo.)FR | BEW142 (2 Wo.)BEW | — | Charteinstieg in FR erst 1997, in Belgien erst 2012 in der Jubiläumsausgabe (Digipack – 20 ans) |
| 1996 | 666.667 Club                                  | FR1 ×2Doppelplatin · (90 Wo.)FR                                                                                                   | BEW9 (30 Wo.)BEW | CH— GoldCH |                                                                                                 |
| 1998 | Remixes                                       | FR15 (2 Wo.)FR | — | — |                                                                                                 |
| 2001 | Des visages des figures                       | FR1 ×2Doppelplatin · (93 Wo.)FR                                                                                                   | BEW1 Platin · (34 Wo.)BEW | CH2 Platin · (38 Wo.)CH |                                                                                                 |

grau schraffiert: keine Chartdaten aus diesem Jahr verfügbar
Weitere Studioalben
- 1987: Où veux-tu qu’je r’garde ?
- 1991: Du ciment sous les plaines (FR: Gold)
- 2004: Nous n’avons fait que fuir (Gedichtalbum)

### Livealben
| Jahr | Titel                        | Höchstplatzierung, Gesamtwochen, AuszeichnungChartplatzierungen (Jahr, Titel, Platzierungen, Wochen, Auszeichnungen, Anmerkungen) | Höchstplatzierung, Gesamtwochen, AuszeichnungChartplatzierungen (Jahr, Titel, Platzierungen, Wochen, Auszeichnungen, Anmerkungen) | Höchstplatzierung, Gesamtwochen, AuszeichnungChartplatzierungen (Jahr, Titel, Platzierungen, Wochen, Auszeichnungen, Anmerkungen) | Anmerkungen |
| Jahr | Titel                        | FR | BEW | CH | Anmerkungen |
| ---- | ---------------------------- | --- | --- | --- | --- |
| 1994 | Dies irae                    | FR149 (1 Wo.)FR | — | — | Doppelalbum Charteinstieg in FR erst 2001                                                                              |
| 2005 | En public                    | FR1 (45 Wo.)FR | BEW2 (14 Wo.)BEW | CH4 (7 Wo.)CH | |
| 2005 | En images                    | — | — | CH30 (3 Wo.)CH | DVD |
| 2020 | Débranché                    | FR134 (1 Wo.)FR | BEW96 (5 Wo.)BEW | — | Liveaufnahmen von Mailand (2002) und Buenos Aires (1997) Veröffentlichung: 31. Januar 2020 (Vinyl) / 14. Mai 2021 (CD) |
| 2021 | Elysée Montmartre            | FR26 (2 Wo.)FR | BEW43 (2 Wo.)BEW | — | |
| 2022 | Comme elle vient - Live 2002 | FR49 (1 Wo.)FR | — | — | |

grau schraffiert: keine Chartdaten aus diesem Jahr verfügbar

### Videoalben
- 1994: Noir Désir von Henri-Jean Debon
- 1998: On est au monde von Henri-Jean Debon
- 2005: Noir désir en public et en images (FR: Diamant)

### Kompilationen
| Jahr | Titel                                     | Höchstplatzierung, Gesamtwochen, AuszeichnungChartplatzierungen (Jahr, Titel, Platzierungen, Wochen, Auszeichnungen, Anmerkungen) | Höchstplatzierung, Gesamtwochen, AuszeichnungChartplatzierungen (Jahr, Titel, Platzierungen, Wochen, Auszeichnungen, Anmerkungen) | Höchstplatzierung, Gesamtwochen, AuszeichnungChartplatzierungen (Jahr, Titel, Platzierungen, Wochen, Auszeichnungen, Anmerkungen) | Anmerkungen                   |
| Jahr | Titel                                     | FR | BEW | CH | Anmerkungen                   |
| ---- | ----------------------------------------- | --- | --- | --- | ----------------------------- |
| 1997 | One Trip/One Noise                        | FR25 (8 Wo.)FR | — | — | Remix-Kompilation             |
| 2000 | En route pour la joie                     | FR73 (2 Wo.)FR | — | — | Dreifachalbum, teilweise live |
| 2011 | Soyons désinvoltes, n’ayons l’air de rien | FR3 (29 Wo.)FR | BEW16 (32 Wo.)BEW | CH75 (4 Wo.)CH | Doppelalbum, teilweise live   |
| 2020 | Intégrale                                 | FR121 (1 Wo.)FR | BEW90 (1 Wo.)BEW | — | Boxset, 18CD + DVD            |

Weitere Kompilationen
- 1994: Compilation

### Singles
| Jahr | Titel Album                                                               | Höchstplatzierung, Gesamtwochen, AuszeichnungChartplatzierungen (Jahr, Titel, Album, Platzierungen, Wochen, Auszeichnungen, Anmerkungen) | Höchstplatzierung, Gesamtwochen, AuszeichnungChartplatzierungen (Jahr, Titel, Album, Platzierungen, Wochen, Auszeichnungen, Anmerkungen) | Anmerkungen |
| Jahr | Titel Album                                                               | FR | BEW | Anmerkungen |
| ---- | ------------------------------------------------------------------------- | --- | --- | ----------- |
| 1989 | Aux sombres héros de l’amer Veuillez rendre l’âme (à qui elle appartient) | FR31 (8 Wo.)FR | — |             |
| 1992 | Tostaky                                                                   | FR21 (22 Wo.)FR | — |             |
| 1993 | Lolita nie en bloc Tostaky                                                | FR38 (1 Wo.)FR | — |             |
| 1997 | L’homme pressé 666.667 Club                                               | FR15 (12 Wo.)FR | — |             |
| 2001 | Le vent nous portera Des visages des figures                              | FR3 Gold · (28 Wo.)FR | BEW7 (22 Wo.)BEW |             |
| 2002 | Lost Des visages des figures                                              | FR50 (6 Wo.)FR | — |             |

grau schraffiert: keine Chartdaten aus diesem Jahr verfügbar
Weitere Singles
- 1987: Où veux-tu qu’je r’garde ?
- 1987: Toujours être ailleurs
- 1989: Les Écorchés
- 1993: Ici Paris
- 1994: Marlène (live)
- 1996: Un jour en France
- 1997: À ton étoile
- 1998: Fin de siècle (G.L.Y.O.)
- 2011: Aucun express

## Trivia
- Das Lied Le vent nous portera wurde unter anderem von dem Berliner Straßenmusiker Felix Meyer übersetzt und gecovert. Es wurde ebenfalls in Teilen in dem Song Vacation Tape von Rainer Weichhold und Nick Olivetti gesampelt.[5] Darüber hinaus wurde das Stück von Sophie Hunger auf ihrem Album 1983 gecovert. Außerdem befindet es sich auf dem Album Fremde Federn (2010) von Element of Crime. Es wurde auch als Filmmusik im ZDF-Spielfilm Der Spalter (2021) eingesetzt.